# 조 페리 (스누커 선수)

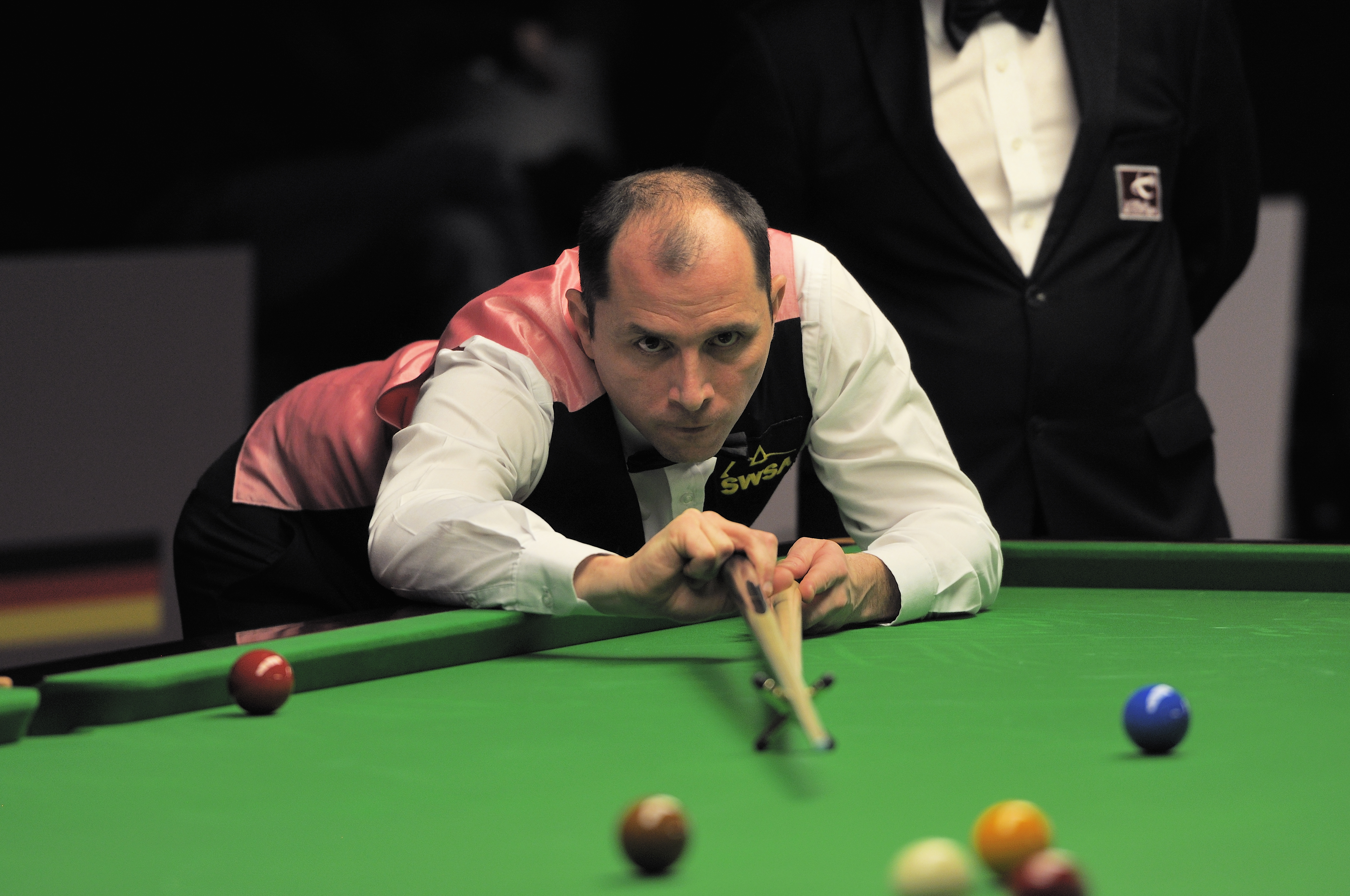
조 페리

조 페리(Joe Perry, 1974년 8월 14일 ~ )는 잉글랜드의 스누커 선수이다. 케임브리지셔의 위스벡 출신의 영국 프로 스누커 선수이다. '젠틀맨'이라는 별명을 가진 페리는 1992년 프로 전향 이후 꾸준히 순위를 끌어올렸고 2002년 처음으로 16위 안에 들었다.
첫 랭킹 결승은 2001년 유러피언 오픈이었고 2014년 우시 클래식에서 두 번째 우승을 차지하기까지 13년을 더 기다려야 했다. 페리는 2015년 플레이어스 챔피언십 그랜드 파이널에서 40세의 나이로 프로 데뷔 23번째 시즌에 첫 번째 랭킹 타이틀을 획득했다. 그는 또한 마이너 랭킹 2013 이싱 오픈과 2015 쉬저우 오픈에서 우승했다.
페리는 2017년 마스터스에서 처음으로 트리플 크라운 토너먼트 결승에 진출하여 로니 오설리반에게 7-10으로 패했다. 페리는 앞서 2004년과 2005년 영국 챔피언십 준결승, 2008년 월드 챔피언십 준결승에 올랐다.
페리는 결승전에서 저드 트럼프를 9-5로 물리치고 2022 웰시 오픈에서 두 번째 랭킹 타이틀을 차지했다. 47세의 그는 1982년 최종 랭킹 이벤트에서 우승했을 때 50세였던 레이 리어든(Ray Reardon)에 이어 랭킹 타이틀을 획득한 두 번째로 나이가 많은 선수가 되었다.
페리는 BBC의 해설자이다.